# Pseudopolydesmus paroicus
Pseudopolydesmus paroicus är en mångfotingart som först beskrevs av Chamberlin 1942.  Pseudopolydesmus paroicus ingår i släktet Pseudopolydesmus och familjen plattdubbelfotingar. Inga underarter finns listade i Catalogue of Life.